# Latinæ feriæ
Latinæ feriæ var en för hela Latium gemensam urgammal förbundsfest på Albanobergen till ära för Jupiter Latiaris. Festen blev romersk nationalfest och firades årligen i fyra dagar efter ämbetsårets begynnelse.